# Likowrisi-Pefki
Likowrisi-Pefki (gr. Δήμος Λυκόβρυσης-Πεύκης, Dimos Likowrisis-Pefkis) – gmina w Grecji, w administracji zdecentralizowanej Attyka, w regionie Attyka, w jednostce regionalnej Ateny-Sektor Północny. Siedzibą gminy jest miejscowość Pefki. W jej skład wchodzi także miejscowość Likowrisi. W 2011 roku liczyła 31 153 mieszkańców. Powstała 1 stycznia 2011 roku w wyniku połączenia dotychczasowych gmin Pefki i Likowrisi.